# Ann-Marie Utvik
Ann-Marie Utvik, född den 14 januari 1936, död den 15 februari 2014, var en svensk målare, grafiker och skulptör.
Utvik hade en filosofie kandidatexamen i konstvetenskap och litteraturvetenskap från Lunds universitet. Därefter gick hon kurser i måleri och grafik vid Ölands Folkhögskola, Bergkvara kulturmagasin och Smålands Konstnärsförbund. Dessutom kurser vid Örebro läns grafikverkstad och på Gerlesborgsskolan samt videoproducentutbildning på Dramatiska Institutet i Stockholm. 
Utvik arbetade sedan mitten på 1990-talet med grafik på heltid och var sedan 1995 bosatt i Byxelkrok där hon hade en egen ateljé. Hon arbetade med träsnitt, torrnål och collografi men också med skulptur. Zebror och fåglar var ett återkommande tema i hennes konst.
Utvik gjorde ett antal separatutställningar i Sverige under 1990- och 2000-talen och deltog också i en lång rad samlingsutställningar. Hon finns representerad med konst i Vimmerby kommun, Växjö kommun, Smålands museum, Landstinget Kronoberg, Länsstyrelsen Kronoberg, Jönköpings kommun, Borgholms kommun, Kalmar läns landsting, Jönköpings läns landsting och Örebro läns landsting.
Utvik var medlem i Åkerbokonstnärerna, BUS och KRO.